# Ljusnedalssjön
Ljusnedalssjön är en sjö i Härjedalens kommun i Härjedalen och ingår i Ljusnans huvudavrinningsområde. Sjön har en area på 3,74 kvadratkilometer och ligger 565,2 meter över havet. Sjön avvattnas av vattendraget Ljusnan.

## Delavrinningsområde
Ljusnedalssjön ingår i det delavrinningsområde (693838-133826) som SMHI kallar för Utloppet av Ljusnedalssjön. Medelhöjden är 649 meter över havet och ytan är 25,19 kvadratkilometer. Räknas de 77 avrinningsområdena uppströms in blir den ackumulerade arean 505,58 kvadratkilometer. Avrinningsområdets utflöde Ljusnan mynnar i havet. Avrinningsområdet består mestadels av skog (77 procent). Avrinningsområdet har 3,74 kvadratkilometer vattenytor vilket ger det en sjöprocent på 14,8 procent.